# Friedrich Moritz Brauer
Friedrich Moritz Brauer (12 de mayo de 1832, Viena-29 de diciembre de 1904) fue un entomólogo austríaco; director del Naturhistorisches Hofmuseum, de Viena, al tiempo de su muerte. Escribió muchos artículos sobre Diptera y Neuroptera.
Desde ayudante en el Museo Entomológico en la Universidad de Viena, Brauer devino en custodio de las colecciones en 1873; y, en el año siguiente fue nombrado profesor de zoología en la Universidad. Y, en 1990, fue elegido miembro honorario de la Sociedad Entomológica de Londres.
Su primer trabajo fue sobre el orden Neuroptera, y su primera publicación entomológica, en 1850, fue una revisión del genus Chrysopa. Esto fue seguido, durante los próximos años, por numerosos artículos sobre la biología del orden, que estableció su reputación como una de las principales autoridades europeas en Neuroptera.
En 1858, empezó estudios de historia biológica de la familia de Dipterous Oestridae; resultando en la publicación en 1863 de “Monographie der Oestriden”. Un resultado de esa búsquedas fue la erección de dos divisiones del Diptera, basado principalmente en la forma de la pupa. Las divisiones son Orthorrhapha y Cyclorrhapha.
Investigaciones posteriores sobre las metamorfosis de todo el orden, dieron como resultado la publicación del "Sistema de Diptera" basado en los recientes avances en anatomía y embriología, que apareció en 1883. El sistema, que con una revisión por el Dr. Sharp, aparece en "Historia Natural de Insectos de Cambridge" parte 1 p. 175 divide la clase en no menos de 17 órdenes, donde el viejo "Neuroptera" linneano, proporciona 7 de estos.
Brauer, trabajó luego en Tachinidae y en otros parásitos Diptera, que publicó en un tratado, en colaboración con Herr. Julius von Bergenstamm.
Brauer identificó moscas Phorid recogidas por el doctor médico alemán Hermann Reinhard, asociado con cuerpos exhumados de Saxonia, contribuyendo así a un trabajo temprano clásico de entomología forense Beiträge zur Gräberfauna. (Contribuciones en la fauna de tumbas.) Verh. k. & k. zool.-bot. Ges. Wien 31 (1882) 207-210.

## Obra
- Beiträge zur Kenntnis des inneren Baues und der Verwandlung der Neuropteren. - Verhandlungen des zoologisch-botanischen Vereins En Wein, 5: 701-726
- 1863  Monographie der Oestriden. Wien: 1-192, Tab.1-10.
- 1866 Novarra-Expedición: Neuropteren. Wien, 1866. 104 p. 2 planchas grabadas.
- 1878 Bemerkungen über dado im kais. Zoologischen Museo aufgefundenen Original-Exemplare zu Ign.v. Nacido Testaceis Musei Caesarei Vindobonensis.
- 1878 Über einige neue Gattungen und Arten aus der Ordnung der Neuropteren Lin.. Wien,
- 1883. Dado Zweiflügler des Kaiserlichen Museos zu Wien. III. Systematische Studien auf Grundlage der Dipteren-Larven nebst einer Zusammenstellung von Beispielen aus der Literatur über dieselben und Beschreibung neuer Formen. 100 p., 5 pls,
- 1892 Über dado aus Afrika bekannt gewordenen Oestriden und insbesondere über zwei neue von Dr. Holub aus Südafrika mitgebrachte Larven aus dieser Gruppe. Wien, Tempsky
- 1900 Über dado von Prof. O. Simonía auf den Canaren gefundenen Neuroptera und Pseudoneuroptera (Odonata, Corrodentia et Ephemeridae). Wien, Gerold.

Con Julius von Bergenstamm
- 1889. Die Zweiflügler des Kaiserlichen Museos zu Wien. IV. Vorarbeiten zu einer Monographie der Muscaria Schizometopa (exclusivo Anthomyidae). Pars Yo. Denkschr. Akad. Wiss. Wien 56: 69-180. También publicado por separado en Viena,Gerold. 1889, 112 p.
- 1891. Die Zweiflügler des Kaiserlichen Museos zu Wien. V. Vorarbeiten zu einer Monographie der Muscaria Schizometopa (exclusivo Anthomyidae). Pars II. Denkschr. Akad. Wiss. Wien 58: 305-446. También publicado por separado en Viena, 1891, 142 p.
- 1893. Die Zweiflügler des Kaiserlichen Museos zu Wien. VI. Vorarbeiten zu einer Monographie der Muscaria Schizometopa (Exclusivo Anthomyidae). Pars III. F. Tempsky, Wien. 152 p. También publicado en forma de revista, 1894, Denkschr. Akad. Wiss. Wien 60: 89-240.
- 1895. Die Zweiflügler des Kaiserlichen Museos zu Wien. VII. Vorarbeiten zu einer Monographie der Muscaria Schizometopa (exclusivo Anthomyidae). Pars IV. Wien. También publicado en forma de revista, 1895, Denkschr. Akad. Wiss. Wien 61: 537-624.

## Abreviatura (zoología)
La abreviatura Brauer  se emplea para indicar a Friedrich Moritz Brauer como autoridad en la descripción y taxonomía en zoología.